# Paradies der Matrosen
Paradies der Matrosen ist eine deutsche Filmkomödie mit viel Musik aus dem Jahr 1959. Regie führte Harald Reinl. Die Hauptrollen waren mit Margit Saad, Boy Gobert und Mara Lane besetzt.  Das Drehbuch verfassten Helmut Weiss und Curt Johannes Braun. Es beruht auf Motiven des Romans Es begann im Gelben Drachen von Vineta Bastian-Klinger. 

## Handlung
Die beiden Seeleute Erik Petersen und Kai Brinkmann werden in der Bar „Zum Gelben Drachen“ in eine Schlägerei verwickelt. Dabei gelingt es ihnen, Barbara Riccardi, eine Tochter aus reichem Hause, deren Verlobten Henry Jones und dessen Freund Robby Hansen vor größerem Schaden zu bewahren. Zum Dank lädt Barbara ihre Retter ein, sie auf ihre Luxusjacht zu begleiten. Ihr Verlobter verfolgt den Zweck, zu einem abgelegenen Eiland zu fahren und dort in einem gestrandeten Schiff einen Schatz zu bergen.
An Bord der Jacht befinden sich auch Barbaras Zofe Jenny sowie ihre Freundinnen Ruth und Doris. Die Passagiere vertreiben sich die Zeit hauptsächlich mit Faulenzen und Feiern. Die größte Fete aber soll steigen, sobald die Schiffsbesitzerin auf hoher See mit Henry Jones getraut worden ist. Gerade dies aber will Robby verhindern, weil er selbst auf das hübsche Mädchen ein Auge geworfen hat. Er schafft es, seinem Rivalen einen Schlaftrunk zu verabreichen, worauf dieser prompt während der Trauungszeremonie in Morpheus’ Arme sinkt. Barbara hält Erik für den Schuldigen und gewinnt bald die Einsicht, dass der viel besser zu ihr passt als ihr Verlobter.
Auf der geheimnisvollen Insel macht sich die Gruppe auf Schatzsuche und wird schließlich auch fündig. Ein Unwetter hindert sie jedoch daran, sofort zur Jacht zurückzukehren. Als sich die Wolken verzogen haben, ist das Schiff verschwunden. Ein Teil der Mannschaft hat gemeutert und sowohl den Kapitän als auch dessen getreue Matrosen in den Laderaum gesperrt. 
Die meisten der Gestrandeten erleben ein paar sorgenfreie Tage auf dem Eiland. Zu aller Überraschung sehen sie auch bald das Schiff zurückkehren. Die Gefangenen konnten sich nämlich befreien und die Meuterer überwältigen. Auf der Rückreise pocht Henry darauf, die Heiratszeremonie zu erneuern; aber Barbara verhält sich ablehnend. Als daraufhin Henry ausfallend wird, bringt ihn Robby etwas unsanft zum Schweigen.
In Rio de Janeiro gehen alle an Land. Barbara und Jenny haben u. a. Erik und Kai im Gefolge. Die Wege dieser vier Personen trennen sich aber bald wieder, weil die beiden Matrosen spüren, dass ihre wahre Liebe nur der See gehört.

## Musik
In dem Film werden u. a. folgende Lieder von Werner Scharfenberger (Musik) und Fini Busch (Text) vorgetragen:
- Wie schön wär’s jetzt zu Hause (Foxtrott),
- Santa Catalina (Langsamer Walzer),
- Weit ist das Meer (Langsamer Foxtrott) und
- Honolulu-Baby (Foxtrott).

Die im Film mitwirkenden Interpreten sind Ralf Roberts, Gus Backus und Die Blauen Jungs. Es tanzt das Duo „Ninowka und Piel“ sowie die Tanzgruppe „Original Hiller-Girls“.

## Produktionsnotizen
Der Film wurde von Ende August bis Mitte Oktober 1959 gedreht. Drehorte waren das Atelier Berlin-Tempelhof, Rio de Janeiro und der brasilianische Urwald. Uraufführung war am 26. November 1959 im Kino Rex in Düsseldorf.

## Kritik
„Eine Luxusjacht mit reichen Mädchen und Gaunern in der Karibischen See. Das Ziel heißt diesmal nicht Spannung und Abenteuer, sondern scherzhafte Unterhaltung mit Schlagermusik.“

## Quelle
Programm zum Film: Illustrierte Film-Bühne, Vereinigte Verlagsgesellschaften Franke & Co. KG München, Nr. 05080